# 照英
照英（しょうえい、1974年4月4日 - ）は、日本の俳優、タレント。本名、高橋 照英（）。
埼玉県出身。所属事務所は自身が代表を務める株式会社エス・プログレス（マネジメント業務は三桂に委託）。埼玉県立鴻巣高等学校、東海大学体育学部卒業。

## 来歴
中学校の陸上部顧問との出会いから陸上競技を始め、入部当初は走高跳が専門だったが、顧問の勧めで三種競技A（100m走・走高跳・砲丸投）を専門競技とし、三種競技Aと砲丸投で全国大会出場の経験も持つ。中学校卒業前にやり投を指導され、埼玉県立鴻巣高等学校に進学後、1年生のときから国民体育大会やインターハイ、ジュニアオリンピックなどに出場した経験を持ち、東海大学に進学後、1996年の全日本学生選手権とひろしま国体のやり投で準優勝の経歴を持つ。自己ベストはひろしま国体で記録した73m90。
大学在学中に陸上競技と並行してモデル活動を始め、オーディションにも参加していた。卒業後に1度だけ陸上の実業団大会に出場したが、記録に伸び悩み引退を決意。住んでいた大学寮を退去し、モデル活動のために上京した。
1997年に単身で渡米をするなどの経験を活かし、念願であったジョルジオ・アルマーニのコレクション出演を果たした。
1998年、「スーパー戦隊シリーズ」『星獣戦隊ギンガマン』のゴウキ / ギンガブルー役で俳優デビュー。
2002年から2007年まで、『水戸黄門』に風の鬼若役で出演。その後は俳優・タレント活動だけでなく、司会・デザイナーなど活動の場を広げている。
2005年10月10日にフリーアナウンサーの阿部和加子と入籍。2006年4月1日にグアムにて結婚式を挙げた。2007年2月9日に第1子（長男）、2010年2月26日に第2子（長女）、2016年11月4日に第3子（次女）が誕生。
2016年、『元祖!大食い王決定戦』秋の大会（男女混合最強戦）から、中村有志の後任として2代目のメインMCに就任。
令和2年9月、第40回全日本マスターズ陸上競技選手権大会の槍投げ（M45クラス）に出場し、57.22mでクラス優勝した。

## エピソード
学生時代に実業団への内定も受けていたが、企業側の都合により取り消される。その後も細々と陸上を続けていたが、陸上以外で自身が可能性を出せるものを考え、モデルの道へと進んだ。俳優に転身した当時は、芸能界入りした陸上アスリートやファッションモデルから俳優になった者が少なく、模範とすべき人がいなかったことが逆に幸運であったと述べている。
『ギンガマン』では、照英演じるゴウキの料理で、グリーンが苦手なトマトを食べられるようになるというストーリーの第21話が特に思い入れがあると語っている。同話では、自らスーツアクションも行ったほか、視聴者の母親から、放送を見て子供がトマトを食べられるようになったという手紙が多く寄せられたという。
非常に涙もろいことで知られ、2000年代後半より、2ちゃんねる内に「照英が泣きながら○○している画像ください」といったスレッドが頻繁に立つなど、インターネット上において照英の顔を使った様々なコラージュが流行している。これについて本人は「ありがたい」と寛容な姿勢を見せている。また、2011年11月には『ファイナルファンタジーXI』のプロモーション企画としてスクウェア・エニックスと連携する形で公式的にコラージュ画像を募集した。
ハンマー投選手の室伏広治とは高校時代からの旧知の仲であり、2002年にTBS系列で放送された『スポーツマンNo.1決定戦』で共演している。
大の肉好きであるが、2014年8月にNTV系列で放送された『ネプ&イモトの世界番付』の取材でキューバのエルマノス・アメイヘイラス病院を訪れた際、胃を診てもらおうとエコー検査を受けたところ、胃に異常はなかったものの腎臓に結石があることが発覚し、食生活の改善を勧められた。緊急手術を要するほどではなかったため、帰国後に結石の除去治療を受け、肉を少し控えるようになった。
大の猫好きでもあり、BS-TBSで放送中の『ねこ自慢』では不定期ではあるがナビゲーターとして出演、猫を飼っている家を数多く訪問している。
釣りが趣味で、『ギンガマン』時代は共演者の高橋伸顕とよく釣りに出かけていた。
2012年、旅番組のロケで愛知県弥富市の『深見養魚場』を訪れたことをきっかけに金魚飼育を始め、2025年現在、自宅に約1000匹の金魚を飼っているという。

## スポーツマンNo.1決定戦
TBS放送の『最強の男は誰だ!壮絶筋肉バトル!!スポーツマンNo.1決定戦』に過去6回（芸能人大会4回・プロ大会2回）出場。
第6回芸能人サバイバルバトル（2000年3月24日放送）
スポーツマンNo.1決定戦初出場。
BEACH FLAGSは3回戦に進出し西山浩司との競り合いに敗れた。MONSTER BOXは初出場で18段を跳び、種目別4位タイ。QUICK MUSCLEは86回で工藤順一郎と並んで5位タイ、POWER FORCEは2回戦（初戦）で清水昭博、準決勝で工藤に勝利するも、決勝でケイン・コスギに秒殺され2位。WORK OUT GUYSではケイン、宮下直紀、工藤に次いで4位と好成績を収め、SHOT-GUN-TOUCHで11m40cmの記録を残すも、最終順位でケイン、池谷直樹、工藤に敗れ総合4位に終わり、あまりの悔しさにエンディングで涙を流すシーンが見られた
第7回芸能人サバイバルバトル（2000年10月10・14日放送）
BEACH FLAGSで、決勝で坂口憲二との一騎打ちを制し、初めて種目別No.1に輝く。MONSTER BOXは自己記録に届かない結果に終わるも、TAIL IMPOSSIBLEでは水内猛に次いで2位。QUICK MUSCLEは92回で自己記録更新。POWER FORCEの2回戦（初戦）でケインと当たってしまい、またも秒殺される。SHOT-GUN-TOUCHでは、3回全ての試技で12m00cmを申告し、1回目と2回目は失敗に終わるも、3回目で成功し、思わず嬉し涙を流し、インタビューでは「嬉しいですありがとうございました」とコメントを残した。総合順位はケインに次ぐ2位。
第7回プロスポーツマンNo.1決定戦（2001年1月1日放送）
第7回芸能人サバイバルバトルの成績が認められ、プロ大会初参戦。MONSTER BOXで自己新記録の19段を叩き出すも、BEACH FLAGS 1回戦敗退、TAIL IMPOSSIBLE 第1レース敗退、THIRTY 2回戦敗退、POWER FORCEでケインとの3回目の対決に敗れ、1回戦敗退というプロの洗礼を受け、総合10位と苦戦を強いられた。
第8回芸能人サバイバルバトル（2001年3月23日放送）
BEACH FLAGSは、準決勝で池谷の失格と西山浩司の肩脱臼により、繰り上がりでNo.1（本人は「複雑ですね」と語った。）。WORK OUT GUYSではケインとの直接対決となるも、当時世界記録の54秒04を叩き出されて敗れるも、この種目2位につけた。MONSTER BOXでは、またも自己記録に届かない18段で試技終了。QUICK MUSCLEでは、110回と自身初の100回超えで自己新記録を叩きだし、暫定総合1位を守りきる。TAIL IMPOSSIBLEではNo.1への執念で、決勝レースまで残り、飯田覚士に次いで2位につけ、池谷、ケインとの差を広げ、暫定総合1位で最終種目に進出。SHOT-GUN-TOUCHでは池谷、ケインとの三つ巴の対決となり、最終試技で12m30cmを成功すればケインに1P差で逆転勝利なる局面で、ボールに向かって飛び込むもボールを全く見ずにダイブをしたため、ボールから体がずれていた。スロー再生の結果、ずれた体から伸ばした小指をボールにかすらせ、1P差の大逆転総合No.1となった。その瞬間、滂沱の涙を流し、雄叫びをあげた。本人は「小指が僕を救ってくれました」と涙を流して語った。
第8回プロスポーツマン大会（2002年1月1日放送）
WORK OUT GUYSで58秒11という好タイムを叩き出すも、今大会がハイレベルだったため、7位に終わる。BEACH FLAGSでは、1回戦で三浦貴を相手に薄氷の思いで旗を獲得するも、2回戦でケインに全く及ばず敗退。MONSTER BOXでは室伏広治を意識し過ぎたあまり、自己記録を2段下回る17段に終わる。POWER FORCE、THE TUG-OF-WARでも室伏と初戦で当たってしまい、THIRTY 1回戦敗退、TAIL IMPOSSIBLE 第1レース敗退、SHOT-GUN-TOUCHで記録11m50cmに終わってしまい、総合12位に沈んだ。
第9回芸能人サバイバルバトル（2002年3月27日放送）
当時新種目で登場したBURN OUT GUYSで1分12秒60というタイムを叩き出し、その後の選手も照英のタイムを上回れず、No.1を手にした。その後のBEACH FLAGS、MONSTER BOXでもNo.1を獲得し、QUICK MUSCLEでも121回で自己記録を塗り替えるも、TAIL IMPOSSIBLEでは第2レース敗退、ETERNAL JUMPでは7位に終わってしまい、種目終了時には当時初出場だったなかやまきんに君と並んで暫定総合1位という結果に。迎えた最終種目SHOT-GUN-TOUCHでは初挑戦であったためか、きんに君は1回目の試技11m00cmを失敗。一方照英は1回目で11m50cmを楽々と成功させた。しかし2回目の試技で永井大が12m50cmという記録を叩き出して暫定で逆転され、本人も穏やかではいられない状況になるも、1回目と同じ11m50cmを2回目の試技で申告し、これも成功し暫定トップを奪い返すも、永井との差は僅か15P差。迎えた最終試技では逆転を狙っていたきんに君、永井が失敗したことにより、照英の総合連覇が確定。自己新記録を狙った12m40cmは審議判定が出るも触れており、「かかって来い!!」と雄叫びを上げた。
| 大会      | 放送日               | 総合順位 |
| --------- | -------------------- | -------- |
| 第6回大会 | 2000年3月24日        | 4位      |
| 第7回大会 | 2000年10月10日・14日 | 2位      |
| 第8回大会 | 2001年3月23日        | No.1     |
| 第9回大会 | 2002年3月27日        | No.1     |

| 大会      | 放送日       | 総合順位 |
| --------- | ------------ | -------- |
| 第7回大会 | 2001年1月1日 | 10位     |
| 第8回大会 | 2002年1月1日 | 12位     |

## 出演

### テレビドラマ
- 星獣戦隊ギンガマン（1998年、テレビ朝日） - ゴウキ / ギンガブルー 役
- ズッコケ三人組（1998年、NHK）
- 最後の家族（2001年、テレビ朝日） - 延江清 役
- まんてん（2002年、NHK） - 森山栄治 役
- 水戸黄門 第31部 - 第37部（2002年 - 2007年、TBS / C.A.L） - 風の鬼若 役
- 新選組!（2004年、大河ドラマ） - 島田魁 役
- おとり捜査官・北見志穂スペシャル（2004年、テレビ朝日） - 坂口稔 役
- 新選組!! 土方歳三 最期の一日（2005年、NHK） - 島田魁 役
- 国盗り物語（2005年、テレビ東京） - 耳次 役
- 仕置き代理人・鏡俊介の痛快事件簿（2005年、フジテレビ） - 新城勇 役
- 27歳の夏休み-Beautiful Story-（2005年、TBS） - 河野智彦 役
- 里見浩太朗芸能生活50周年特別企画 夜盗（2005年、TBS） - 荒崎勉 役
- 感動!昭和人物伝ペルソナα 山田宏臣〜8mを初めて跳んだ男〜（2005年、NHK） - 山田宏臣 役
- 里見八犬伝（2006年、TBS） - 犬田小文吾悌順 役
- 柳生十兵衛七番勝負 最後の闘い（2007年、NHK） - 丸橋忠弥 役
- ドラマスペシャル・越境捜査（2008年9月11日、テレビ朝日） - 井上拓海 役
- RESCUE〜特別高度救助隊（2009年、TBS） - 加納伸介 役

### 映画
- RED SHADOW 赤影
- 黄龍（日中合作映画）
- 船を降りたら彼女の島
- スクール・ウォーズ HERO - 山上修治 役
- 魁!!男塾（2008年1月） - 富樫源次 役
- 花のあすか組 NEO!

### オリジナルビデオ・DVD
- 星獣戦隊ギンガマンスーパービデオひみつのちえの実（1998年、東映） - ゴウキ / ギンガブルー 役
- 星獣戦隊ギンガマンVSメガレンジャー（1999年、東映） - ゴウキ / ギンガブルー 役
- 救急戦隊ゴーゴーファイブVSギンガマン（2000年、東映） - ゴウキ / ギンガブルー 役
- 百獣戦隊ガオレンジャーVSスーパー戦隊（2001年、東映） - ゴウキ / ギンガブルー 役
- 松方弘樹の名奉行金さん2009（2009年、GPミュージアム）
- ファミ通WaveDVD 照英兄貴のGAME CAMP!!（2010年 - ）

### テレビアニメ
- おそ松さん（2017年、テレビ東京） - 照英 役

### Webアニメ
- ゆけ!小英くん（2012年、goo） - SHOW-A 役

### ウェブドラマ
- NTTコミュニケーションズ PROJECT SHOW-A to B「極貧家族戦隊エビセン」（2012年9月、全6話） - SHOW-A 役（声の出演）

### その他のテレビ番組

#### 現在の出演番組
- シューイチ（日本テレビ） - コーナー出演（不定期）
- THE フィッシング（テレビ大阪） - 不定期レギュラー
- 所でナンじゃこりゃ!?（2014年 - 、テレビ東京） - レポーター
- ねこ自慢（2019年4月 - （不定期）、2020年10月7日 - （レギュラー番組化）、BS-TBS） - ナビゲーター
- いい伊豆みつけた（2022年9月 、伊豆急ケーブルネットワーク） - レポーター
  - 実はレトロが溢れてる。懐かしいまち、伊東（2022年9月第1週）[24][25]

#### 司会
- ワガまんまキッチン（2001年10月- 2002年9月、テレビ朝日）
- 情報新惑星（BS日テレ）
- モノ☆ミュージアム（BS日テレ）
- 川合俊一のおひるバン（読売テレビ）
- ガツン!（テレビ大阪）
- 福岡国際女子柔道選手権大会（2005年・2006年、RKB毎日放送）
- 第48回世界卓球選手権団体戦（2006年、テレビ東京）
- スパルタンMX（TOKYO MX）
- キズナのチカラ（2008年4月 - 2016年1月、BS日テレ） - ナビゲーター
- 元祖!大食い王決定戦（2016年10月 - 2017年、テレビ東京[12]）
- 照英・児島玲子の最強!釣りバカ対決!!（2017年10月1日 - 2020年3月26日、BS日テレ） - MC[26]
- 照英・秋丸美帆の最強!釣りバカ対決!!（2020年4月2日 - 9月24日、BS日テレ） - MC

#### その他
- 筋肉番付（TBS）
- スポーツマンNo.1決定戦（TBS） - 第8・9回芸能人サバイバルバトル総合No.1
- 土曜スペシャル（テレビ東京） - 不定期レギュラー
- 世界ウルルン滞在記（毎日放送）
- ベリーベリーサタデー!（関西テレビ） - 隔週での出演（産地直伝）
- 照英にっぽん一人旅（旅チャンネル）
- 浪漫紀行 照英天空人の旅 in 沖縄（BS12 TwellV、一部の地上波）
- イキだね!わたしの東京時間（NHK総合） - 旅人
- 遠くへ行きたい（読売テレビ）
- スッキリ!!（日本テレビ） - はるみキッチン（金曜日）
- 誰だって波瀾爆笑（日本テレビ） - 照英の熱血こども塾
- キズナのチカラ（BS日テレ） - ナレーター
- ナニコレ珍百景（テレビ朝日） - レポーター
- 流語〜ナガレガタリ〜（2009年10月 - 12月、テレビ東京） - ナレーター
- 天才てれびくんMAX（2009年4月 - 2010年3月、NHK教育） - 司会
- ドデスカ!（2014年3月 - 9月、名古屋テレビ） - 125市町村制覇 熱血!照英先生
- リオデジャネイロオリンピック（2016年8月、テレビ東京） - 中継キャスター [27]
- スパルタンMX（TOKYO MX） - 応援団長
- ペット大行進! ど〜ぶつくん（テレビ東京） - 赤ちゃん応援団 団長
- 聞きこみ!ローカル線 気まぐれ下車の旅（BSジャパン） - 不定期レギュラー
- すくすく子育て（2008年4月 - 2013年3月、NHK教育） - 司会
- ごはんの学校（2009年10月 - 2013年3月、東海テレビ） - 先生
- ぷれサタ!（2010年10月 - 2013年3月、東海テレビ） - 旅人照英
- 照英を泣かそう（2017年4月16日 - 10月22日、AbemaTV・AbemaSPECIALチャンネル）
- スタイルプラス（2013年4月 - 2019年9月、東海テレビ） - お宝照英→照英の細道

### ドキュメンタリー
- JNN共同制作番組「夜空の万華鏡 ニッポン花火物語」（2007年3月21日、東北放送制作・TBS系）
- 特撮!波乱の春に負けるなSP（2011年4月9日、テレビ朝日）
- TBS開局30周年「人間とは何か…!?」わたしと地球の38億年物語・アースコード（2011年6月4日、TBS系）
- ぼくたちのアース〜オーストラリア 奇跡の出会い旅〜（2012年9月17日、RKB毎日放送製作・TBS系）
- JNN企画大賞「ひらめき!近未来食堂〜フード革命で世界を救え〜」（2017年1月21日、山陽放送（JNN系列28局ネット））
- シマでみつけたタカラモノ～照英がホレた長崎・壱岐～（2017年9月23日、長崎文化放送）
- こころの旅路〜熊野古道伊勢路を行く〜(2024年4月～、三重テレビ製作独立局)
- にっぽん縦断 こころ旅（2024年11月4日 - 11月8日、NHK BSプレミアム4K） - 腰の骨折で休業した番組ホスト火野正平の代走として岐阜県パートを担当

### ラジオ
- コスモ石油プレゼンツ ママとパパのごきげんドライブ[28]（2017年10月8日 - 、TBSラジオ） - パーソナリティー

### CM
- 日本たばこ産業 セブンスターメンソールシリーズ（2000年 - 2003年）
- キリンビール
  - キリン 淡麗（2001年）
  - キリン のどごし＜生＞
    - 「なかよし、のどごし。再会」篇、「なかよし、のどごし。ロマン」篇（2015年11月10日 - ） - 堺雅人、矢作兼、要潤、狩野英孝と共演[29]
    - 「温泉旅館でイエーイ！」篇（2016年3月1日 - ） - 堺雅人、矢作兼、要潤、狩野英孝、大貫亜美（PUFFY）、吉村由美（PUFFY）と共演[30]
- アサヒビールアサヒ本生「生のうまさ広告 取り出す」篇、「生のうまさ広告 飲み干す」篇（2002年5月22日 - ）[31]
- 積和不動産 MAST
- 三星食品 テイカロ・キシリクリスタルミントのど飴
- ひらかたパーク
- ユニクロ
- 秋田県国保連合会
- 日本コカ・コーラ コカ・コーラ ZERO（2008年 - ）
  - ガードル 篇
  - エクササイズ 篇
  - シュプレヒコール 篇
- サントリー食品インターナショナル
  - ビタミンウォーター「肉食系男子篇」（2009年） - 速水もこみち、イモトアヤコと共演。
- 日清食品 ラ王（2010年）
- ロイヤルウッド（2012年）
- KDDI au 4G LTE（800MHz スポ根ドラマ篇）（2014年4月 - 5月） - 剛力彩芽、福士蒼汰と共演。[注釈 5]
- 農林水産省 フード・アクション・ニッポン（2015年11月1日 - 2015年11月8日）[32][33]
- LINE LINE 三国志ブレイブ「照英」篇（2015年12月11日 - 2015年12月20日）[34]
- AOKI SizeMAX「登場」篇（2016年10月3日 - ）[35]
- アトム ステーキ宮「照英が泣いた味」篇（2017年9月16日 - ）[36][37]
- ベルフェイス bellFace
  - 「新入加入」篇（2019年1月7日 - ）[38]
  - 「はるばる」篇（2019年1月7日 - ） - タクシーCM[39]
  - 「暴風雨の午後」篇（2019年7月22日 - ）[40]
  - 「担当者不在」篇（2019年8月19日 - ）[41]
  - 「化粧」篇（2021年1月12日 - ）[42]
- 池田模範堂 ムヒHDシリーズ「1秒でも」篇（2019年4月10日 - ）
- 医療法人社団直悠会 にしたんクリニック「上司と部下」篇（2020年11月30日 - ）[43]
- チヨダ
  - 「新生活スタート篇」（2020年3月12日 - 2020年3月31日）[44]
  - 「人気商品新価格篇」（2021年3月18日 - 2021年4月4日）[45]
  - 「父の日は靴の日-大創業祭-」篇（2021年6月10日 - 2021年6月19日）[46]
  - 「ブラックフライデー/半額還元クーポン」篇（2021年11月19日 - 2021年11月30日）[47]

### ゲーム
- 筋肉番付vol.3〜最強のチャレンジャー誕生！〜（PlayStation）
- 筋肉番付 マッスルウォーズ21（PlayStation 2）[注釈 6]

### その他
- ろくちゃん（信越放送マスコットキャラクター）
- 照英王国（2011年5月 - 、PlayStation Network） - メインMC
  - PlayStation Home内にて同名の特設ラウンジが、2012年2月1日からのプレオープンを経て同年3月28日に正式オープンしている。
- シャープのスマートフォンアクオスに搭載される機能「emopa」のWebプロモーション[48]
- 障害者差別解消法啓発動画（2016年10月27日 - 、東京都福祉保健局） - ナレーションおよび出演[49]

## 著書
- 『本気で愛する 本気でしつける DVD付 照英が出会った犬と人間の愛情物語』（クレイグ・A・マレー・照英(共著)、阪急コミュニケーションズ、2009/10、ISBN 978-4484092362）
- 『親子で運動会を勝ちにいく 5つのコツでグングン走れる。親子でやりきる一週間』（照英(著)、岩崎書店、2011/4、ISBN 978-4265802005）
- 『自分らしく媚びずに生きる 俺の自己啓発!』 (照英(著)、アスコム、2012/11 ISBN 978-4776207580)